# نشان بزرگ درجه یک خورشید تابان

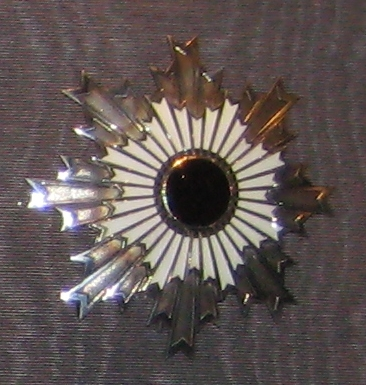

نشان بزرگ درجه یک خورشید تابان (به ژاپنی: 勲一等旭日大綬章 くんいっとう きょくじつだいじゅしょう)، یکی از نشان‌های ژاپن است. این نشان در ۱۰ آوریل ۱۸۷۵ (۸ دوره میجی) بر اساس نشان خورشید تابان (اعلامیه داجوکان شماره ۵۴ از ۸ میجی) تأسیس شد. در ۳ نوامبر ۲۰۰۳ (۱۵ هیسه ای)، نمایش این نشان با اعداد چینی لغو شد و نشان اعطا شده پس از آن تاریخ به نشان بزرگ خورشید تابان تغییر یافت.